# Paddy and the Rats
Paddy and the Rats — венгерская фолк-рок-группа, основанная в 2008 году. В своём творчестве группа сочетает панк и паб-рок, во многих композициях присутствуют ирландские и кельтские народные мотивы.

## История группы
Paddy and the Rats была основана вокалистом Пэдди О’Рейли, басистом Винсом Мёрфи и гитаристом Джои МакОнкеем в Мишкольце в 2008 году. Позже к составу присоединились Симус Коннелли (барабаны), Сэм Маккензи (фиддл, вистлы, волынка, банджо) и Сонни Салливан (аккордеон). В апреле 2012 года Сони Саливан покинул группу, и его заменил Бэрни Беллами.
В 2010 году группа выпустила свой первый альбом, Rats on Board, который имел огромный успех не только в Венгрии, но и за рубежом. В том же году Paddy and the Rats стали самой скачиваемой венгерской группой на ITunes.
В 2015 году выпустили альбом, посвященный личным переживаниям, Lonely Heart’s Boulevard.
В апреле 2017 года анонсировали новый альбом, Riot City Outlaws, выход которого запланирован на 7 июня.
18 мая был представлен новый сингл с грядущего альбома — Join The Riot. 30 мая был представлен второй — Where Red Paints The Ocean.
1 января 2022 года группа объявила о смерти аккордеониста Берни Беллами (Бернат Бабичек).
Дискография:
- Rats on Board (2010);
- Hymns For Bastards (2011);
- Tales From The Docks (2012);
- Lonely Hearts' Boulevard (2015);
- Riot City Outlaws (2017).